# Chrysocharis tristis
Chrysocharis tristis är en stekelart som beskrevs av Christer Hansson 1987. Chrysocharis tristis ingår i släktet Chrysocharis och familjen finglanssteklar. Inga underarter finns listade i Catalogue of Life.